# 格納塔西亞山
47°44′46.3″N 24°52′53.7″E / 47.746194°N 24.881583°E

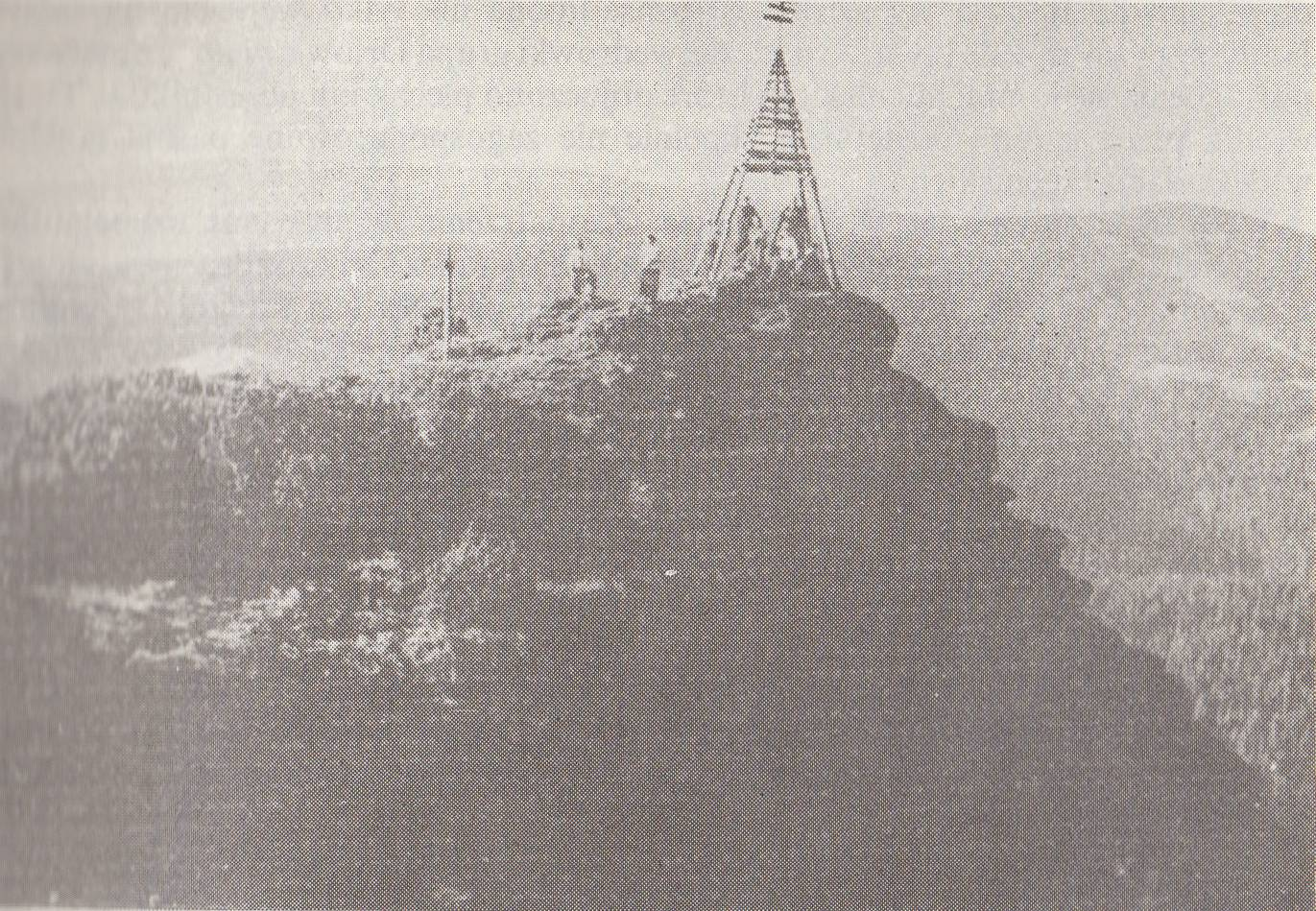

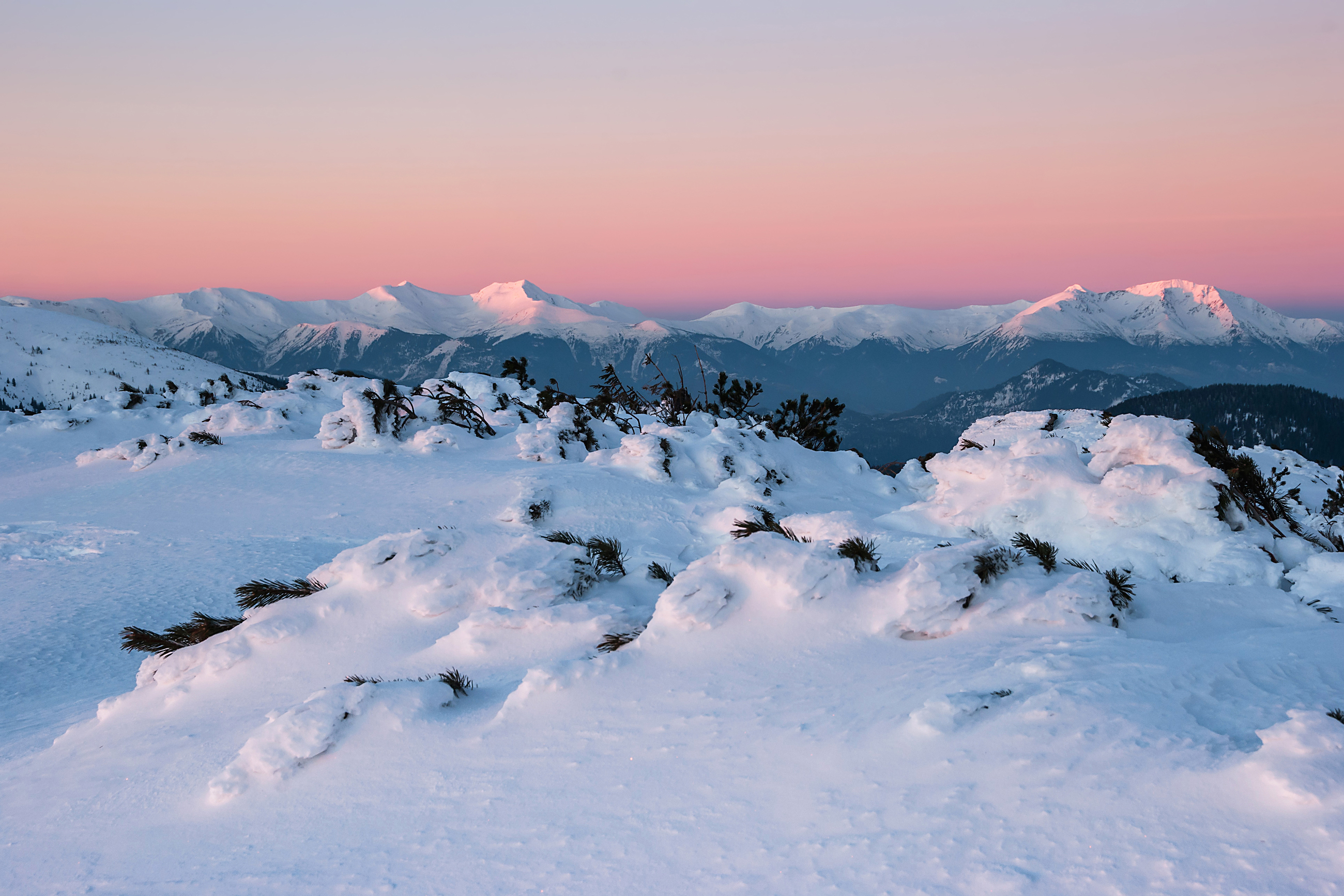

格納塔西亞山是東歐的山峰，位於烏克蘭和羅馬尼亞接壤的邊境，屬於馬爾馬羅什山脈中奇夫奇尼山脈的一部分，海拔高度1,767米。